# Mars Polar Lander
A Mars Polar Lander a Mars Surveyor 1998 program második űrszondája. 1999. január 3-án indult a Deep Space–2-vel együtt. 1999. december 3-án érkezett meg a Marsra, de a Mars Climate Orbiterhez hasonlóan ezzel is megszakadt a kapcsolat, valószínűleg szoftvertervezési hiba miatt becsapódott a felszínbe. 2008 májusában a Mars Reconnaissance Orbiter HiRISE kamerájával készült, nagy felbontású fényképeket publikáltak abból a célból, hogy rajta önkéntesek megkereshessék a leszállóegység maradványait, és így kiderülhessen, mi okozta végzetét.
A tervek szerint a Mars Polar Lander a Mars déli-sarkától 1000 km-re szállt volna le és a sarki jégsapkát vizsgálta volna.

## Műszerek
- Mars Volatiles and Climate Surveyor (MVACS): meteorológiai műszerek (MVACS honlap)
- Mars Descent Imager (MARDI): kamera (MARDI)
- LIDAR: porsűrűséget lézerrel mérő műszer
- Mars Microphone: mikrofon a Mars hangjainak felvételére (Mars Microphone honlap)

## A leszállóegység adatai
- Magasság: 1,06 méter;
- Szélesség: 3,6 méter;

### Magyar oldalak
- A Polar Lander story
- Mars Surveyor'98
- A NASA kijelölte a Mars Polar Lander leszállóhelyét
- Mars Polar Lander helyzetjelentések
- Megkerült a Mars Polar Lander?

### Külföldi oldalak
- Mars Polar Lander